# ヘザー・リチャードソン
ヘザー・ベルフスマ (Heather Bergsma、1989年3月20日 - ) は、アメリカのスピードスケート選手。旧姓・リチャードソン。3つの種目をハイレベルでこなす実力者である。

## 経歴
ノースカロライナ州ハイポイントの出身。9歳でインラインスケートを始め、世界大会の優勝も経験する。
2007年にオリンピック出場を目指してスピードスケートに転向。その年のうちにワールドカップの代表に選ばれた。
2010年バンクーバーオリンピックには3種目に出場し、500mで6位に入賞する。
2010/11シーズンにワールドカップで初優勝、1000mで同総合優勝を果たした。2012/13シーズンからはこの種目を総合2連覇している。
2013年には世界記録をマークし、初の世界チャンピオンにも輝く。翌年の2014年ソチオリンピックでもメダル獲得が期待されたが、2種目での7位入賞に止まった。
2014年からオランダに拠点を移し、2014/15シーズン終了まで地元のチーム「Team Clafis」に加わる。2015年の世界距離別選手権では同じアメリカのブリタニー・ボウと共に3種目でメダルを獲得した。

## 人物
- ソチオリンピックの男子10000mで優勝したオランダ人スケーターのヨリト・ベルフスマと2015年に結婚。彼は「Team Clafis」のチームメイトでもある[1]。
- 影響を受けた選手はデレック・パーラ、ジョーイ・チークなど[1]。いずれも自身と同じくインラインスケートから転向した選手で、チークとは出身地も同じである。